# Лондонская компания
Лондонская компания (англ. London Company) — английское акционерное общество XVII века, занимавшееся колонизацией Северной Америки, составная часть Виргинской компании.
Лондонская компания была основана благодаря хартии короля Якова I от 1606 года. Дарованная ей для колонизации территория простиралась от 34-й параллели (коса Кейп-Фир) до 41-й параллели (пролив Лонг-Айленд). В этой области компания имела права устраивать поселения площадью до 100 квадратных миль (260 км²). Так как к северу от 38-й параллели начиналась зона, выделенная Плимутской компании, то было поставлено условие, что компании не должны основывать колоний ближе 100 миль от колоний другой компании.
26 апреля 1607 года привезённые судами Компании поселенцы высадились на южном побережье Чесапикского залива, и назвали это место Кейп-Генри. Затем поселенцы решили передвинуть поселение, и 24 мая 1607 года основали Джеймстаунское поселение в 40 милях выше по течению реки Джеймс.
В 1609 году Плимутская компания прекратила существование, а большая часть её земель была передана Лондонской компании. Таким образом, слова «Лондонская компания» и «Виргинская компания» стали синонимами.